# Dionigio Casaroli
Dionigio Casaroli  (Minerbio, Itália, 9 de julho de 1869 — Gaeta, Itália, 24 de fevereiro de 1966) foi um prelado italiano da Igreja Católica e arcebispo de Gaeta.

## Biografia

### Formação e ministério sacerdotal
Quando criança foi carroceiro e ajudante de sacristão e, assim que teve idade, dirigiu-se a pé para Bolonha, distante 20 quilômetros de sua cidade natal, para ingressar no seminário. Tendo morrido a mãe e o pai, respectivamente em 1885 e 1886, as despesas dos estudos foram pagas pelo seu antigo pároco.
Em 10 de janeiro de 1892 foi ordenado sacerdote. Foi destinado inicialmente à paróquia de São Vital, em Bolonha, como coadjutor. Em 1897 foi nomeado pároco de São Jorge de Varignana. Em 1916 tornou-se arcipreste da igreja colegiada de São João em Persiceto.

### Ministério episcopal
Em 14 de agosto de 1926 foi nomeado arcebispo de Gaeta. A consagração aconteceu no dia 22 do mesmo mês pela imposição das mãos do cardeal Giovanni Nasalli Rocca di Corneliano, arcebispo de Bolonha, tendo como co-consagrantes Giuseppe Antonio Ferdinando Bussolari, arcebispo de Módena, e Ersilio Menzani, bispo de Piacenza. Em 14 de dezembro tomou posse solene da arquidiocese de Gaeta.
Interessou-se imediatamente pela restauração da Igreja de São Francisco em Gaeta. Em 10 de junho de 1927, realizou uma reunião no arcebispado para solicitar às principais personalidades da cidade que constituíssem um comitê promotor e uma comissão executiva para este fim. A igreja foi reaberta em 6 de outubro com um tríduo solene em honra a São Francisco de Assis. Em 4 de novembro do mesmo ano abençou o monumento aos mortos da Primeira Guerra Mundial na Praça Traniello.
Em 1934 convocou o segundo sínodo da história da arquidiocese, que resultou em 734 constituições promulgadas em 11 de fevereiro do ano seguinte. Em 18 de novembro de 1934, por ocasião do 4º centenário da morte do cardeal Tomás de Vio, reabriu ao culto a igreja de São Domingos em Gaeta, após as restaurações conduzidas pelo superintendente de arte medieval da Campânia Gino Chierici e promovidas pelo senador Pietro Fedele.
Em 1943, como todos os habitantes da região, foi também evacuado devido à proximidade da Linha Gustav no contexto da Segunda Guerra Mundial. Retornou de Roma em 18 de agosto de 1944 com três caminhões da Pontifícia Obra de Assistência carregados de víveres para os primeiros socorros às populações recém-libertadas. Entre seus primeiros atos para a reconstrução moral e religiosa da arquidiocese esteve o de organizar uma missão em Gaeta a cargo da Pro Civitate Christiana de Assis.

### O pós-guerra
Em 1947 trouxe para Gaeta os padres guanelianos, que fundaram um instituto dedicado à Nossa Senhora no distrito de Conca. Em 23 de novembro do mesmo ano consagrou na igreja paroquial de Nossa Senhora das Neves em Torre Annunziata, Lorenzo Gargiulo, que lhe havia sido designado como arcebispo coadjutor com direito de sucessão.
Nos últimos anos de vida continuou a governar a arquidiocese, embora delegando a maior parte das funções ao coadjutor Gargiulo. Morreu em 24 de fevereiro de 1966 em Gaeta aos 96 anos de idade.
Após os solenes funerais celebrados por Tomás Leonetti, arcebispo de Cápua, foi sepultado na Catedral de Gaeta. Seu episcopado de quase quarenta anos foi o segundo mais longo da história da diocese. Uma rua no bairro medieval de Gaeta e outra em sua terra natal Minerbio são dedicadas a ele.